# Albert Leblanc

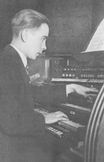
Albert Leblanc

Albert Leblanc (* 24. Dezember 1903 in Sprimont; † 6. Februar 1987 in Luxemburg) war ein belgischer Komponist und Organist.
Bereits während seiner Kindheit und Jugend erlernte Leblanc das Orgelspiel, und schon im Alter von 14 Jahren war er Organist in Longlier, einem Ortsteil von Neufchâteau.
1920 nahm er seine Studien am weltberühmten Lemmens-Institut von Mechelen (Malines) auf, wo er u. a. bei Julius van Nuffel Komposition hörte. Er beendete seine Studien „mit großer Auszeichnung“.
1925 wurde Albert Leblanc Organist der Kirche Ste. Foye in Lüttich, wo er zur selben Zeit seine Studien fortsetzte. Ein Jahr später verzichtete er auf das ihm angebotene Amt des Organisten der Christ Church Cathedral in Dublin, um am internationalen Wettbewerb um die Besetzung desselben Amtes an der Kathedrale von Luxemburg teilzunehmen, den er für sich entschied, woraufhin er für über 60 Jahre bis zu seinem Tod 1987 hier amtierte. Sein Nachfolger wurde Carlo Hommel.
Neben seinen Verpflichtungen fehlte ihm die Zeit zu ausgedehnterer kompositorischer Tätigkeit, und so liegen von ihm nur wenige Werke vor, darunter das „Domine salvam fac“ für Chor, Bariton und Orgel. Das internationale Renommée des engen Freundes von Marcel Dupré begründete sich vor allem auf seinen Konzerten, vor allem im europäischen Ausland, sowie seinen Aufnahmen von Orgelmusik für den luxemburgischen Rundfunk.